# Platyoides
Platyoides là một chi nhện trong họ Trochanteriidae.

## Các loài
- Platyoides alpha Lawrence, 1928 — Angola, Namibia, South Africa
- Platyoides costeri Tucker, 1923 — South Africa
- Platyoides fitzsimonsi Lawrence, 1938 — Namibia
- Platyoides grandidieri Simon, 1903 — Kenya, Madagascar, Aldabra, Réunion
- Platyoides leppanae Pocock, 1902 — Mozambique, South Africa
- Platyoides mailaka Platnick, 1985 — Madagascar
- Platyoides pictus Pocock, 1902 — South Africa
- Platyoides pirie Platnick, 1985 — South Africa
- Platyoides pusillus Pocock, 1898 — Tanzania, Zimbabwe, South Africa
- Platyoides quinquedentatus Purcell, 1907 — South Africa
- Platyoides ravina Andriamalala & Ubick, 2007 — Madagascar
- Platyoides rossi Platnick, 1985 — South Africa
- Platyoides vao Andriamalala & Ubick, 2007 — Madagascar
- Platyoides velonus Platnick, 1985 — Madagascar
- Platyoides venturus Platnick, 1985 — Canary Islands
- Platyoides walteri (Karsch, 1886) — East, Southern Africa, introduced in Australia

## Hình ảnh

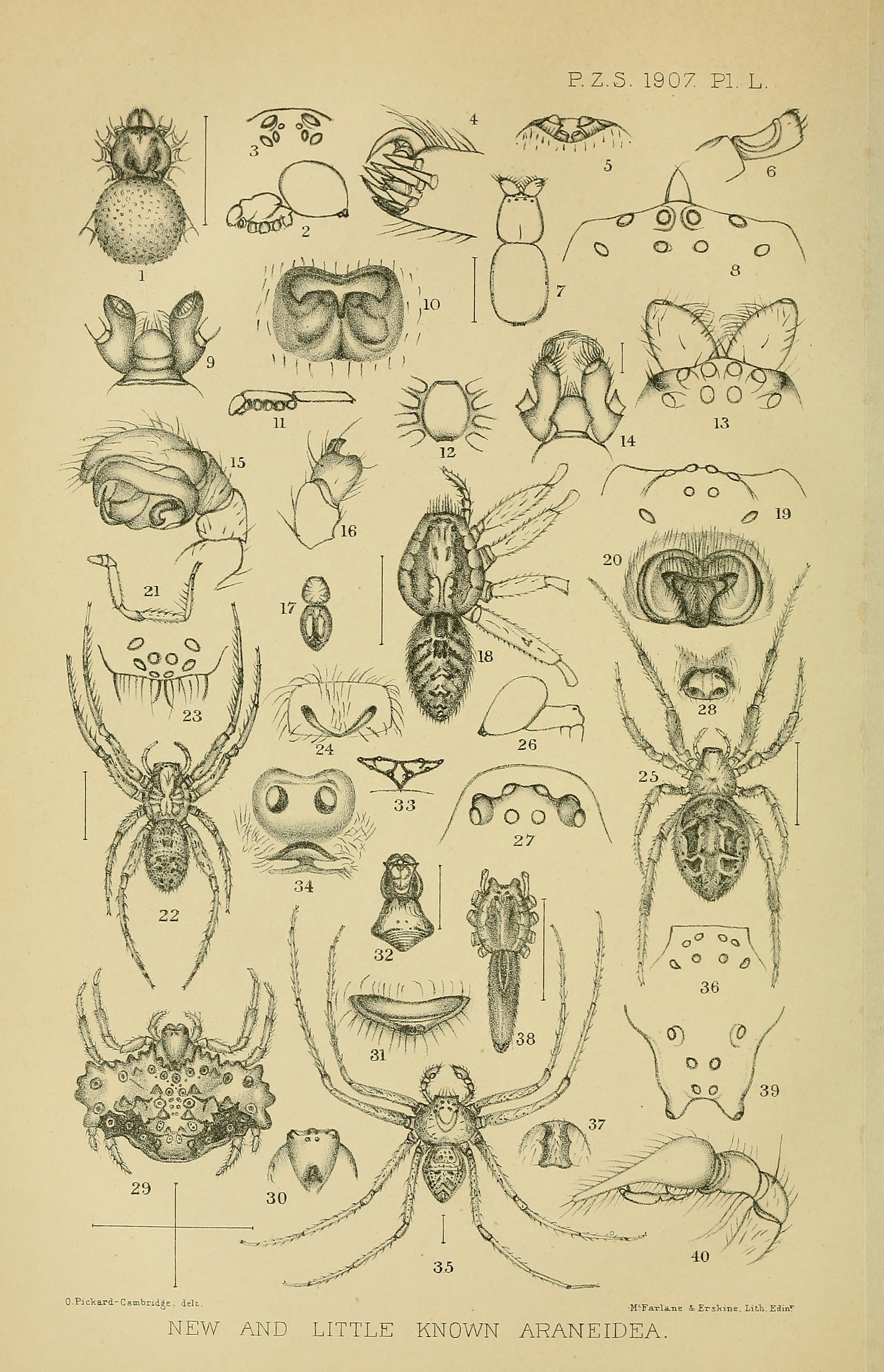